# Mexitrichia albolineata
Mexitrichia albolineata är en nattsländeart som först beskrevs av Georg Ulmer 1907.  Mexitrichia albolineata ingår i släktet Mexitrichia och familjen stenhusnattsländor. Inga underarter finns listade i Catalogue of Life.